# Christian Anton Wrangel
Christian Anton Wrangel af Sauss, född 24 juli 1820 i Gräve socken, Örebro län, död 19 maj 1892 i Borlunda socken, Malmöhus län, var en svensk friherre, kapten och målare.     
Han var son till hovmarskalken och ryttmästaren Christian Anton Wrangel af Sauss och grevinnan Agneta Sofia Löwenhielm och från 1855 gift med Hedvig Charlotta Bernhardina Fröding samt bror till Mauritz Otto Wrangel.  Han var farbror till Lily Christie och Carl Gustaf Wrangel. Han avslutade sin militära karriär som kapten vid Värmlands regemente och var vid sidan av sin militära karriär verksam som konstnär.